# オニウム化合物
オニウム化合物（オニウムかごうぶつ、英: onium compounds）は水素化物のプロトン化により生ずる物質、あるいはその誘導体である。プロトン化により生じた陽イオンはオニウムイオン (英: onium ions) と呼ばれる。オニウムイオンを含む塩はオニウム塩 (英: onium salts) とも呼ばれる。
オニウム化合物は以下のように大別される。
- 単結合から形成される水素化物のプロトン化による陽イオン。
- 上記の陽イオンの水素原子を単結合の原子団で置換した誘導体。
- 上記の陽イオンの水素原子を二重結合または三重結合の原子団で置換した誘導体。

## 概要
特に水素化物 XHn がプロトン化して生ずるイオン XHn+1+ を指す場合が多く、オキソニウムイオン H3O+ あるいはアンモニウムイオン NH4+ などが典型的な例である。
ニクトゲン、カルコゲン、およびハロゲンの水素化合物は孤立電子対を持ち、ブレンステッド塩基として働き、配位結合によるプロトン化によりオニウムイオンを生成する。
NH3 + H+ → NH4+ （アンモニウム）
PH3 + H+ → PH4+ （ホスホニウム）
H2O + H+ → H3O+ （オキソニウム）
H2S + H+ → H3S+ （スルホニウム）
HF + H+ → H2F+ （フルオロニウム）
HCl + H+ → H2Cl+ （クロロニウム）
これらの中で孤立電子対を一個しか持たないアンモニアは比較的塩基性が強く、4個の水素原子に正電荷が分散するアンモニウムイオンは比較的安定であるが、孤立電子対の数が増大するにつれ水素原子の数は減少するのに伴い塩基性は減少し、
NH3 > H2O > HF となる。特にフルオロニウムは過塩素酸あるいは超強酸中においてのみ安定であり、過塩素酸フルオロニウム H2FClO4 の結晶も得られているが吸湿により加水分解しやすい。
HF + HClO4 → H2FClO4 (H2F+ClO4-)
H2F+ + H2O → HF + H3O+
またこれらのオニウムイオンの一部または全部をアルキル基あるいはアリール基で置換した陽イオンも存在し、すべてを置換したテトラアルキルアンモニウム NR4+ やトリアルキルスルホニウム SR3+ はセシウムイオン Cs+などイオン半径の大きいアルカリ金属イオンと類似の性質を有し、その水酸化物 (NR4OH, SR3OHなど) は強塩基である。
一方でメタンは孤立電子対を持たないがフッ化水素に五フッ化アンチモンを加えた超強酸中ではプロトン化され、このとき五配位の CH5+ が生成する。このカルボニウムイオン（メタニウム）CH5+ は水素を脱離してカルボカチオン CH3+ を生じ、順次別のメタン分子を攻撃して重合が起こる。
CH3+ + CH4 → C2H7+
C2H7+ → C2H5+ + H2

## 多重結合を含むオニウムイオン
- イミニウム、R2C=NH2+
- ジアゼニウム、HN=NH2+
- ニトロニウム、O=N=O+

- ニトリリウム、RC≡NH+
- ジアゾニウム、N≡NR+
- ニトロソニウム、N≡O+

## 多価オニウムイオン
- ヒドラジニウムジカチオン、+H3N-NH3+
- ジアゼニウムジカチオン、+H2N=NH2+
- ジアゾニウムジカチオン、+HN≡NH+ （二プロトン化窒素）

## リオニウムイオン
プロトン性溶媒は分子間で僅かにプロトンの授受が起こり、この平衡を自己解離と呼ぶ。ここで溶媒分子がプロトンを得た陽イオンをリオニウムイオン、溶媒分子がプロトンを放出した陰イオンをリエイトイオンと呼ぶ。
2 NH3 {\displaystyle \rightleftarrows \ } NH4+ + NH2-
2 H2O {\displaystyle \rightleftarrows \ } H3O+ + OH-